# Polyxo (Amme der Hypsipyle)
Polyxo (altgriechisch Πολυξώ Polyxṓ) ist in der griechischen Mythologie Amme und Freundin der Königin Hypsipyle von Lemnos.
Sie bewegt die Inselbewohnerinnen nach deren Morden an ihren Gatten zu freundlichem Umgang mit den Argonauten, um wieder Nachwuchs erhalten zu können.
Bei Gaius Valerius Flaccus ist sie eine Prophetin.